# Podotenus callabonnensis
Podotenus callabonnensis är en skalbaggsart som beskrevs av Blackburn 1895. Podotenus callabonnensis ingår i släktet Podotenus och familjen Aphodiidae. Inga underarter finns listade i Catalogue of Life.